# Sylva Lacinová
Sylva Lacinová (6. března 1923 Brno – 20. ledna 2019 Brno) byla česká sochařka, autorka několika stovek realizací umístěných jak ve veřejném prostoru, tak ve sbírkách. Studovala na Škole umění ve Zlíně pod vedením Vincence Makovského a následně pokračovala na pražské Akademii výtvarných umění ateliéru Karla Pokorného. V roce 1950 úspěšně promovala v čestném ročníku a vrátila se do rodného Brna, kde žila a tvořila až do konce svého života.
V počátcích své umělecké činnosti, tvořila realistické portréty význačných osob a členů své rodiny a od počátku 60. let začala vytvářet svůj osobitý styl. Ten byl značně ovlivněn návštěvou ateliéru britského sochaře Henryho Moora v roce 1965. Moorovské pojetí hmot se v díle Sylvy Lacinové objevovalo již od počátku 60. let, zintenzivnilo však po návštěvě jeho ateliéru a bylo podnětem ke vzniku abstraktních děl. Její dílo tak postupně košatělo, například soch s námětem matky s dítětem vytvořila celou řadu. Po roce 1968 se v jejím díle částečně začala objevovat strohost. Oblé křivky typické pro předchozí období se měnily v dramaticky modelované drapérie. Její tvorba skončila na přelomu osmdesátých a devadesátých let cyklem Poutníci, reflektujícím jak společenské poměry a jejich změny, tak její osobní život.
Stala se držitelkou řady ocenění, například krajské ceny Antonína Procházky za sochu Česající se dívka a za sousoší Pohostinství či Ceny města Brna za celoživotní dílo. Její dílo je umístěno jednak v soukromých sbírkách, jednak v galeriích, jako je Národní galerie v Praze, Moravská galerie v Brně či Muzeum města Brna. Kromě toho je řada realizací k vidění i ve veřejném prostoru hlavně v Brně a dále ve městech a obcích Moravy a Slezska.
Sylva Lacinová-Jílková byla spoluzakladatelkou Svazu československých výtvarných umělců a členkou dalších profesních organizací jako Unie výtvarných umělců či Sdružení sochařů Čech, Moravy a Slezska. Její první samostatná výstava se konala v roce 1983 v Moravské galerii v Brně, další následovaly. V roce 1993 byl o ní natočen biografický film Setkání ve žluté krajině a o tři roky později jí vyšla první souborná monografie.

## Život
Sylva Lacinová se narodila 6. března 1923 v Brně do rodiny inženýra vodních staveb Bedřicha Laciny a jeho ženy Sylvy, rozené Moravcové. Její o tři roky starší bratr Lubor vystudoval architekturu na Vysoké škole technické Dr. Edvarda Beneše v Brně a celý život se svou sestrou spolupracoval na různých realizacích. Samotná Sylva Lacinová nejprve nastoupila na reálné gymnázium, ale v šestém ročníku ho opustila a začala se věnovat umění. Psal se rok 1942. Začala doma kreslit a modelovat, velmi záhy se ocitla na kurzech Školy uměleckých řemesel. Ve stejném roce se dostala i na soukromé hodiny do ateliéru sochaře Františka Hořavy a později do ateliéru řezbáře Heřmana Kotrby. V roce 1943 byla přijata externě na Školu umění ve Zlíně, kde rok studovala pod vedením profesora Vincence Makovského. Profesor Makovský původně zamýšlel, že ženy na těžkou sochařinu nebude přijímat, po zhlédnutí díla Lacinové však udělal výjimku. Tato škola byla založena proto, aby nahradila vysoké školy, za protektorátu zavřené. Po válce, když se vysoké školy opět otevřely, se přihlásila na Akademii výtvarných umění do Prahy a u přijímacích zkoušek uspěla. Dostala se do ateliéru Monumentálního sochařství a kompozice profesora Karla Pokorného, kde po čtyřech letech v roce 1949 úspěšně promovala, a tak jí byl nabídnut čestný ročník. Vedení profesora Pokorného v ní zanechalo takový dojem, že tento čestný ročník ukončila právě jeho bustou. Podobnou stopu v ní zanechal profesor dějin umění Václav Vilém Štech, se kterým studenti ročníku Sylvy Lacinové podnikli v letech 1946 až 1947 studijní cesty po Francii a Itálii. Během následujících let podnikla Lacinová další studijní cesty do různých zemí Evropy. Nejzásadnější pro ni byla cesta do Velké Británie v roce 1965, kde navštívila ateliér Henryho Moora. Tato návštěva pak ovlivnila další její dílo.

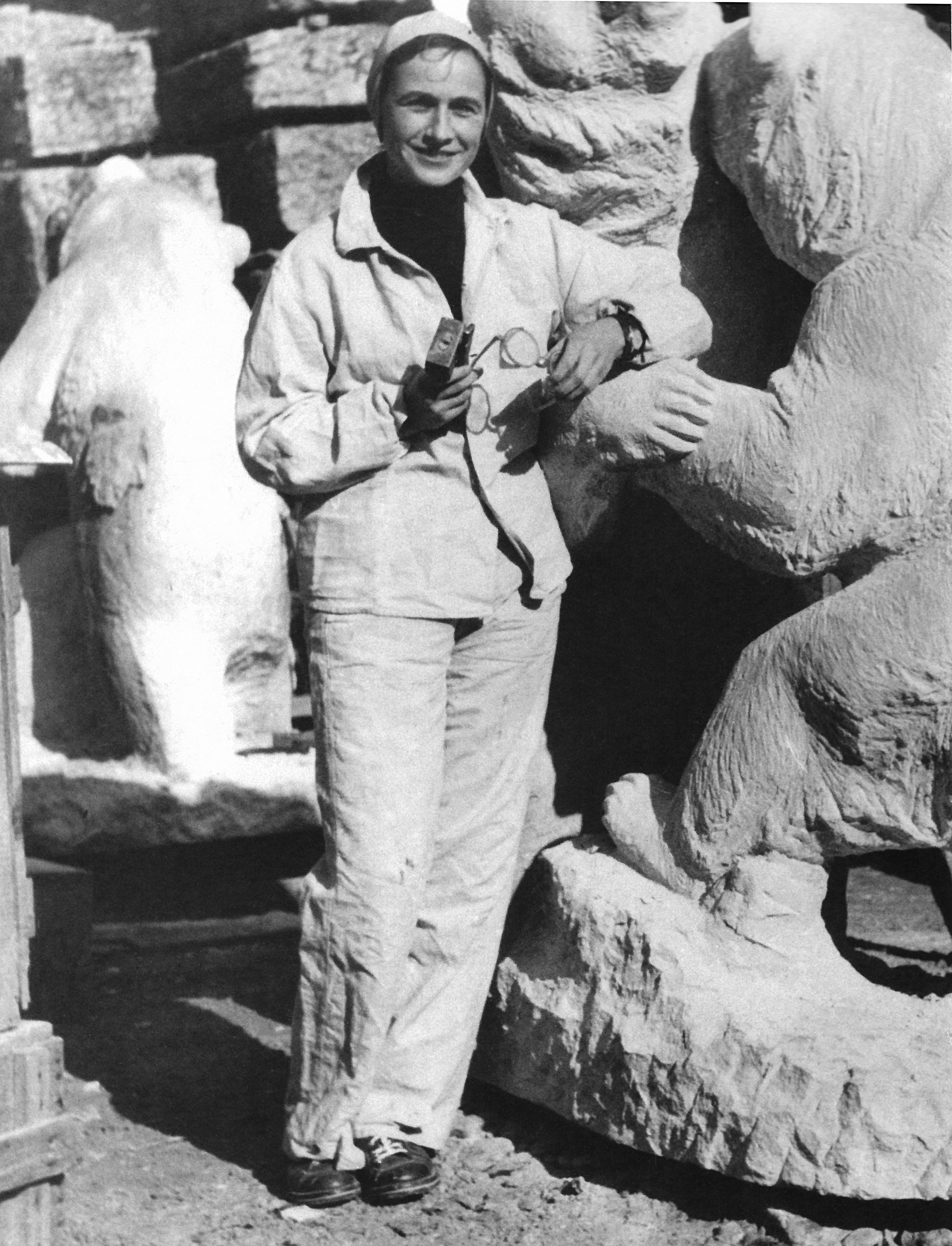
Sylva Lacinová při sochání sousoší Medvědi v roce 1956

Po ukončení studií v roce 1950 se Lacinová vrátila do Brna a tam již zůstala po zbytek života. Na zahradě u domu jejích rodičů na ni čekal nový ateliér. Navrhli a postavili ho společně její bratr Lubor a její muž, brněnský právník Jan Jílek. Jana Jílka si vzala již v roce 1948 a v roce 1951 se jim narodil syn Jan. Od té doby je umělkyně známa i pod jménem Sylva Lacinová-Jílková. V Brně nejprve pracovala v ateliéru svého bývalého učitele profesora Makovského na Vysoké škole technické Dr. Edvarda Beneše, později začala pracovat ve svém vlastním ateliéru. Společně se svým bratrem se účastnila celostátních soutěží, což jim zajistilo zakázky a popularitu. Tak v roce 1950 získali s bratrem Cenu osvobození města Brna. Další ceny následovaly v letech 1960 – čestné uznání k 15. výročí osvobození Československa, 1965 – krajská cena Antonína Procházky za sochu Česající se dívka a za sousoší Pohostinství; v tomtéž roce čestné uznání k 20. výročí osvobození Československa, v roce 1997 – Cena města Brna za celoživotní dílo.
V roce 1950 stála u založení Svazu československých výtvarných umělců a v průběhu let se dostala i do organizačního výboru. V roce 1968 byl svaz zrušen a v následném roce znovu obnoven jako Svaz českých výtvarných umělců. Sylva Lacinová však pro své politické názory nebyla do Svazu znovu přijata. To se stalo až v roce 1986, díky postupnému rozvolňování politických a společenských poměrů. V té době tak dostala možnost prvně samostatně vystavovat. První samostatná výstava s názvem Sylva Lacinová: Sochy se konala na podzim roku 1983 v Moravské galerii v Brně. Následovaly další výstavy, v roce 1984 opět v Moravské galerii a v Oblastní galerii Vysočiny v Jihlavě. V roce 1988 v Trenčíně, v roce 1989 v Brně a v roce 1990 v Praze. Vedle profesních úspěchů ji však v 80. letech zasáhly dvě rány. Nejprve v roce 1982 zemřela její matka později v roce 1984, její muž Jan.
Rok 1990 pak přinesl vstup do Unie výtvarných umělců a do Sdružení sochařů Čech, Moravy a Slezska. Následoval vstup do Klubu výtvarných umělců teoretiků. V roce 1996 jí vyšla první souborná monografie, kterou redigovala PhDr. Bronislava Gabrielová a vydala Moravská galerie v Brně.
Sylva Lacinová zemřela 20. ledna 2019 v Brně ve věku 95 let.

## Dílo

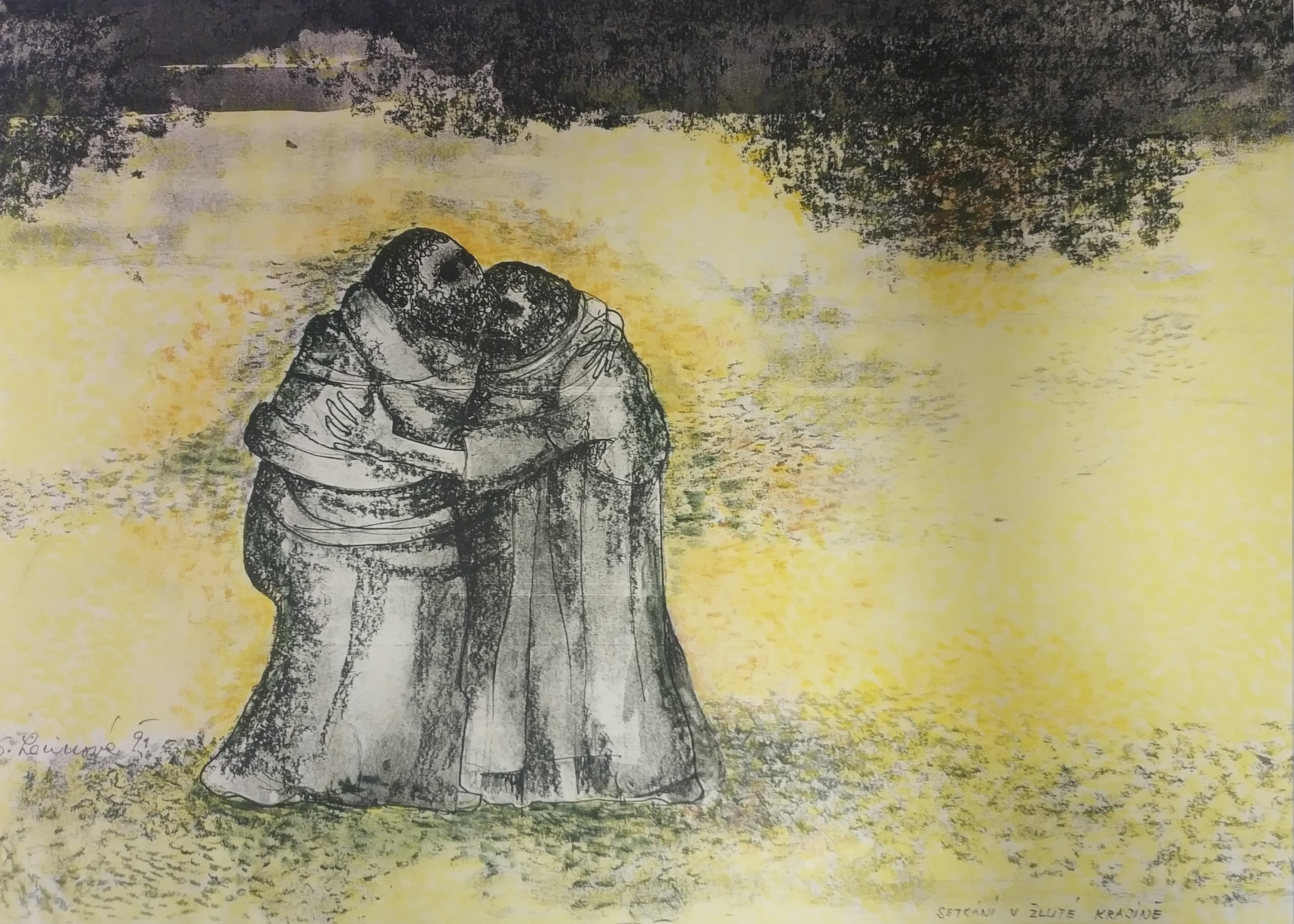
Setkání ve žluté krajině. 1991. Kolorovaná perokresba na papíře. Přípravná práce pro sochařské dílo

Dílo Sylvy Lacinové-Jílkové je velmi rozsáhlé a pestré. Začala tvořit již na střední škole za druhé světové války a skončila v polovině 90. let. Věnovala se hlavně sochařství a kreslení; vytvářela návrhy pro mozaiky; v 70. letech komponovala koláže. Kresba jí sloužila hlavně jako příprava na realizaci plastik. Její realizace je možné nalézt na veřejných prostranstvích v Brně, na jiných místech Moravy a Slezska a také v galeriích a soukromých sbírkách. Z veřejných institucí vlastní její dílo například Moravská galerie v Brně, Muzeum města Brna či Národní galerie v Praze. Z realizací na veřejných prostranstvích, jež vznikly v rámci tzv. čtyřprocentního umění, se dají uvést sousoší Anatom na budově Lékařské fakulty Univerzity Palackého v Olomouci (1957), Pohostinství u brněnského hotelu International (1961), reliéf Oblaka vytvořený pro Divadlo Šumperk (1967), Pomník k výročí založení města Opavy (1970), plastiky Matka s dítětem a Válka pro pomník Bitvy u Ořechova (1977), plastika Růže k poctě sochaři Vincenci Makovskému (1981) či mozaika na fasádě budovy na autobusovém nádraží v Českém Krumlově (1990). Celé dílo tak zahrnuje přes sto realizací pro veřejný prostor a architekturu a několik set komorních plastik.
Dílo Sylvy Lacinové se postupně vyvíjelo, objevovaly se v něm vlivy učitelů a sochařů, se kterými přišla sochařka do kontaktu. Zkoušela různé metody a techniky práce. Staré formy ale neopouštěla, spíše se její produkce košatila a zkvalitňovala. Tak například realistické busty z 50. let nikdy neopustila, byť léta šedesátá přinesla do její tvorby nový způsob práce a nové vlivy. Příkladem je poměrně realistický reliéf pamětní desky básníka Oldřicha Mikuláška zpracovaný v roce 1990 či soška nazvaná Žena s psíkem z roku 1989, která odkazuje na výraz díla typický spíše pro přelom 60. a 70. let. Tento trend udržování určitých typů podoby plastik může souviset i s požadavky zadavatelů. Zatímco plastiky pro veřejné prostory se vyvíjely jen postupně, v komorní tvorbě je vidět značný posun. Výrazně se do ní prolínaly jednak posuny v chápání sochařství a zkoušení jednotlivých stylů (vliv Henryho Moora), jednak vlastní pocity a život (například cyklus soch z konce 80. let nazývaný Poutníci). Tyto dva proudy se v jejím díle prolínaly a vytvářely pestrost jejího díla.

### Počátky, vliv učitelů

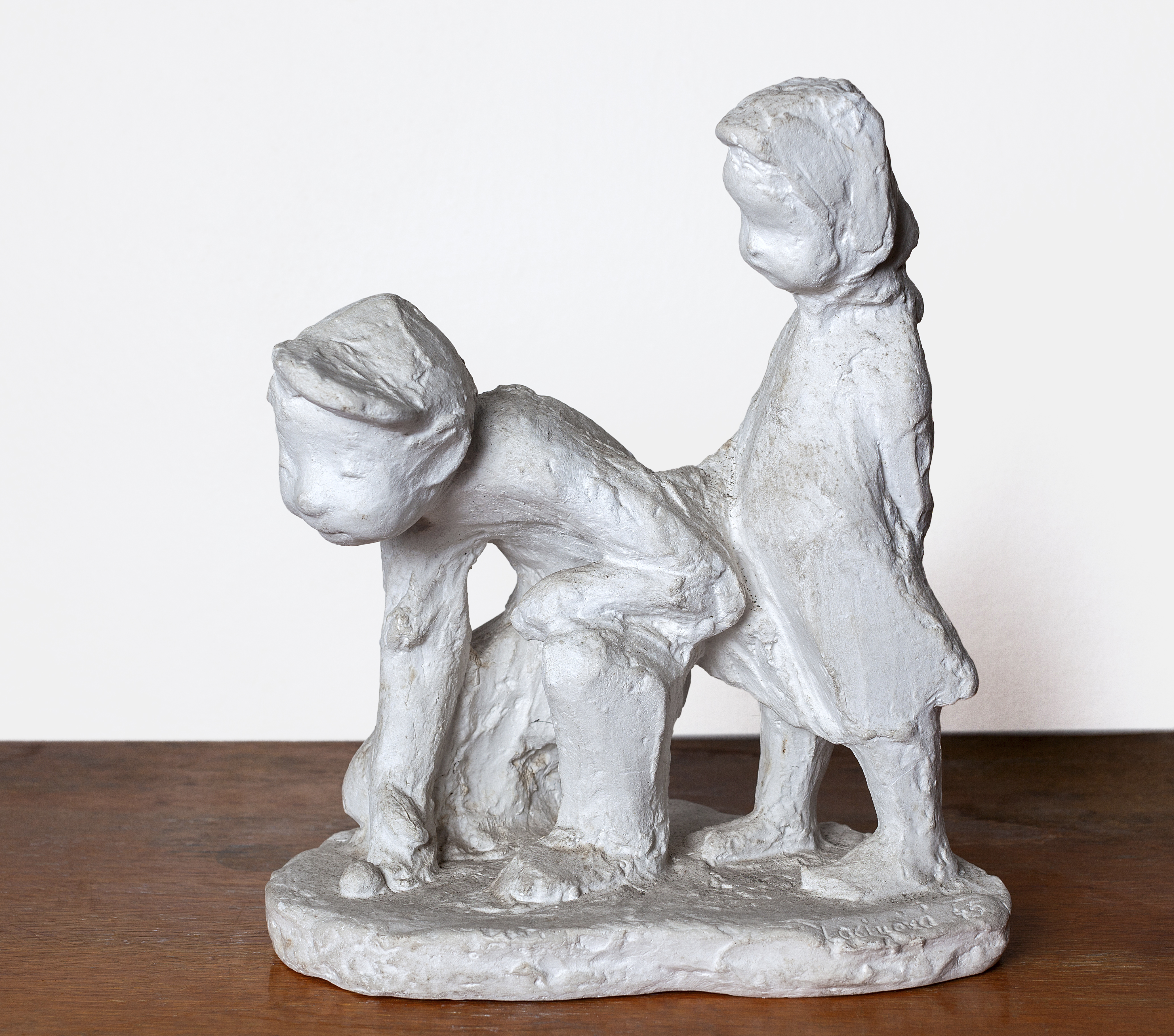
Sádrová plastika dětí, cvrnkajících kuličky. 1945

Prvotní díla pocházející z první poloviny 40. let ukazují na velký talent Sylvy Lacinové. Bez studijní průpravy dokázala modelovat postavy se správnými proporcemi částí těl, správným umístěním i formou. I proto byla přijata ke studiu na zlínské škole pod Vincence Makovského. Zde se její tvorba začala profesionalizovat, což pokračovalo i při studiích v Praze na Akademii výtvarných umění. V druhé části 40. let a v letech 50. tak Sylva Lacinová vytvořila realistické portréty nesoucí vliv jejích učitelů Vincence Makovského a Karla Pokorného. I ti tvořili realistické portréty významných osobností či sochy stylizující určité vlastnosti. Povrch soch někdy vyhlazovali, jindy na něm zanechávali struktury zvýrazňující plastičnost. Sylva Lacinová tento druh práce přijala i do svého repertoáru. Nejprve modelovala malé sošky, později přidala i reliéfy a větší díla jako busty a sochy. Námětem jí byly význačné osobnosti (Jiří Kroha, Petr Bezruč), symbolické postavy, ale i vlastní rodina (syn Jan, manžel).
Do let padesátých spadaly první realizace pro veřejný prostor. Nejprve tvořila reliéfy, později získávala zakázky větších realizací. Ty otevřelo v roce 1957 pískovcové trojsoší Anatom na římse budovy Lékařské fakulty Univerzity Palackého v Olomouci v Hněvotínské ulici číslo 3. Trojsoší tvoří postava muže, který má po každé straně mladší nahou postavu. Všechny postavy jsou ukotveny do soklu, který je součástí díla. Po Anatomově pravici stojí muž, po levici žena. Obě tyto postavy mají za zády oděv, jehož cípy mají přehozené přes ruce. Vždy jednu nohu mají pokrčenou v koleni, a působí tak uvolněným dojmem. Postavu Anatoma tvoří starší muž, který je oblečený a přes ramena má volně přehozený pruh látky. Jeho ruce nejsou vidět, jako by zezadu pobízely obě vedlejší postavy nebo jako by byly skryty pod oděvem. Anatom je vyšší než muž a žena. Nahá těla muže a ženy jsou hladká, všechny oděvy na sobě mají strukturu tvořenou záseky sochařského náčiní, což vytváří jasný kontrast podtrhující krásu a přirozenost lidského těla.
Jinou realizací z této doby jsou dvě dvousoší nazvaná Medvědi. Původně byla určena pro fontány v areálu mateřské školy Tučkova v Brně, ale od roku 2016 jsou umístěna v areálu koupaliště Kraví Hora. Jedno sousoší představuje medvědy, kteří stojí na zadních tlapách a kteří jsou do sebe zaklesnuti předními tlapami. Druhé sousoší představuje jednoho medvěda, jak ležíc na zádech, a druhého jak stojí na zadních a doráží na něj. Medvědi si hrají. Obě dvousoší jsou umístěna na soklech, které představují přirozený terén. Původně byla sousoší umístěna uprostřed velkých obdélníkových fontán, tak aby čněla nad vodu. Od roku 2016 jsou situována na zemi na plochých deskách.

### Šedesátá léta, vlastní rukopis

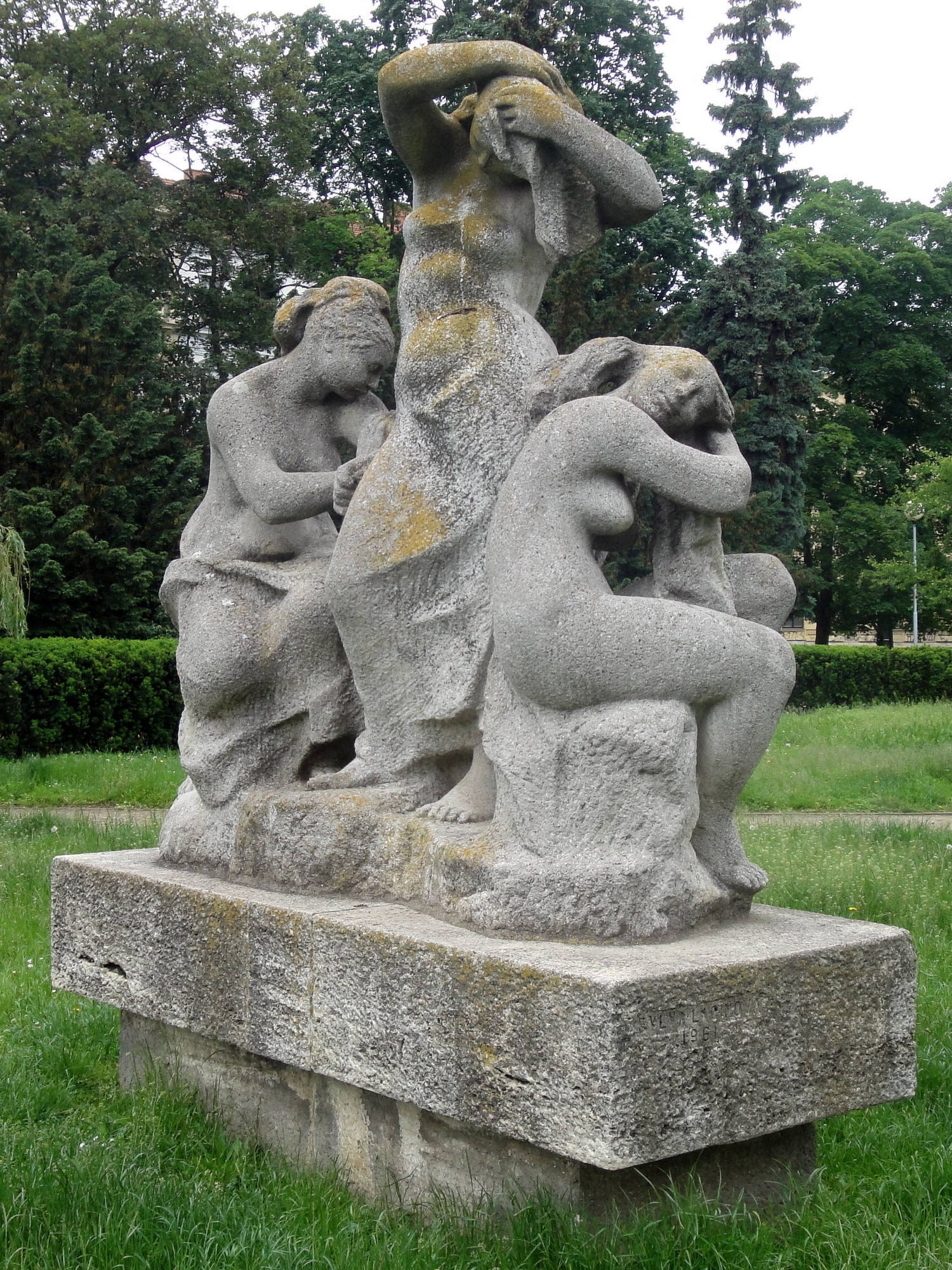
Ženy po koupeli. 1961. Kámen. Náměstí 28. října, Brno

Šedesátá léta přinesla do díla Sylvy Lacinové oproštění od vlivu učitelů. Rozvíjela se v nich rodinná témata, podtrhovala se citovost ženy a přímočarost muže, modelovaly se emoce (radost, únava, deprese). V tomto období také rozvíjela svůj cyklus Matka s dítětem. Vedle toho se v jejím díle již na počátku 60. let začal objevovat vliv Henryho Moora, který ještě zesílil po návštěvě jeho ateliéru v roce 1965. S tím souvisel i charakteristický rozvoj abstraktní tvorby.
Na počátku 60. let vznikla díla jako Ženy po koupeli či Česající se dívka (oboje 1961) odkazující ke kráse ženství a běžné každodennosti. V případě Žen po koupeli se jedná vlastně o sousoší tří dívek/žen, které se suší ručníkem. Sochy stojí na obdélníkovém podstavci. Žena uprostřed je oblečena a suší si ručníkem vlasy. Další dvě dívky klečí po stranách. Jedna je celá nahá, druhá má oblečenou sukni. První si suší ucho a je hlavou nakloněna směrem za ním, druhá si utírá ruku. V díle Česající se dívka, které je umístěno v parku Koliště, shledáváme klečící nahou dívku, která jednou rukou drží svoje dlouhé vlasy a druhou je hřebenem rozčesává. Pohodově působí i sousoší Pohostinství (1962) umístěné před hotelem International v Brně. K postavě muže usedá žena s talířem, na kterém je pecen chleba.
Spící sochařka (1960) zobrazuje unavenou mladou ženu, která má v jedné ruce nástroj na odebírání materiálu, druhou ruku má opřenou o vysoký stůl a na něm má položenou hlavu, která jí únavou sklesla. Dívka spí. Tento motiv pak Sylva Lacinová ještě několikrát využila jak k zachycení upřímnosti únavy či snění (Sedící dívka, 1964), tak ženské lásky a štěstí (Námořník toužící po moři, 1963). Opozitem ke spící sochařce je dílo Sochař (1963).

#### Vliv Henryho Moora

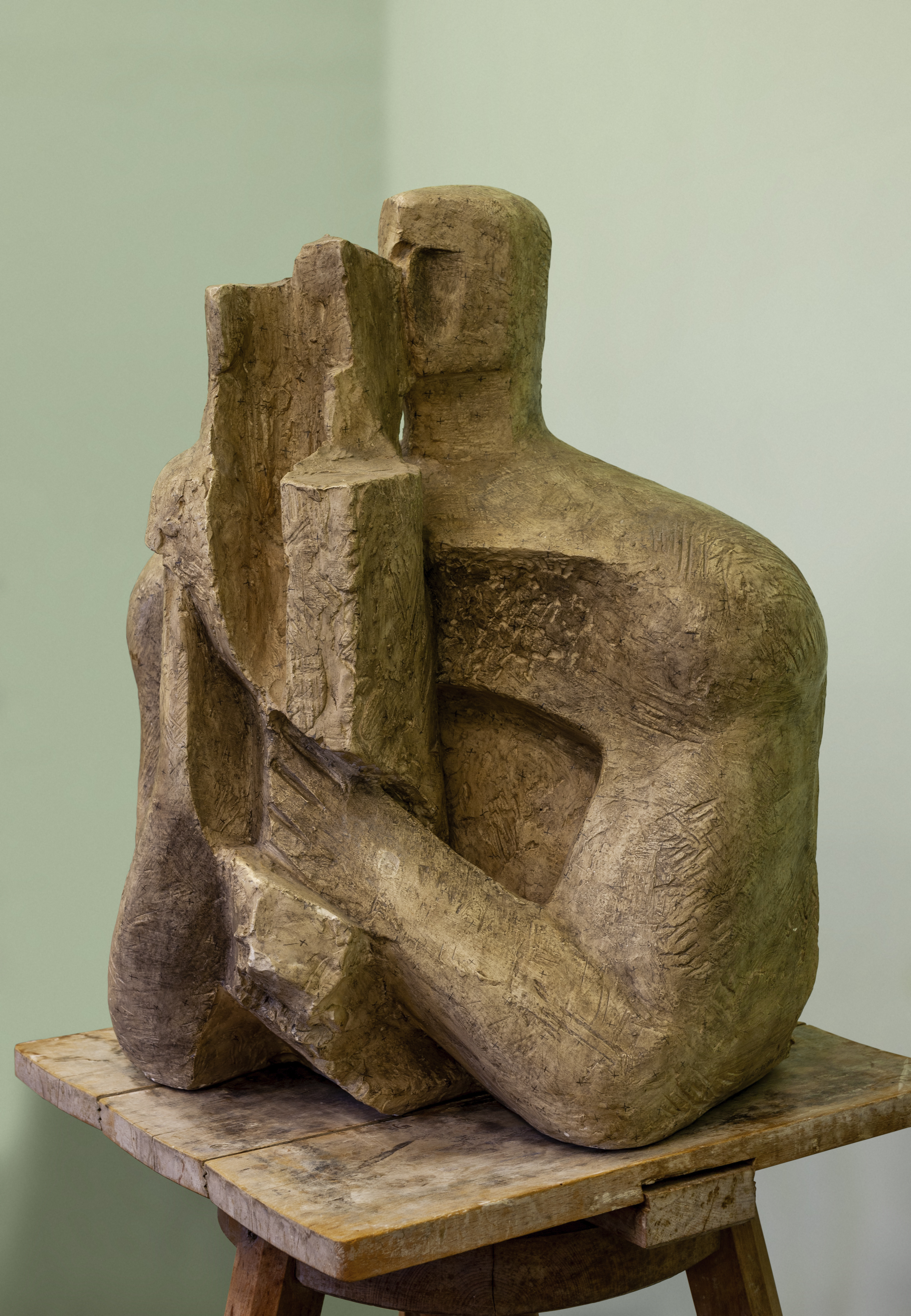
Sochař. 1963. Kolorovaná sádra

Díla Sochař a Námořník toužící po moři již nesou vlivy Henryho Moora, vyznačují se odlišnou prací se hmotou. Rok 1963 byl prvním rokem, kdy se s moorovským pojetím můžeme v díle Sylvy Lacinové setkat. Charakterističtější jsou ale pro tento proud zejména komorní plastiky Dvojice a Černé myšlenky. V případě Dvojice se jedná o kolorovaný sádrový model velikosti 60 na 65 cm. Je tvořen dvěma nevymodelovanými postavami, jež jsou do půli těla umístěná na soklu. Tělo je tvořeno obdélníkovým blokem hmoty, hlavu charakterizuje koule na jemně vymodelovaném krku. Tvář není vykreslena. Postavy mají kolem hlavy vzájemně propojenou rozvrásněnou plochu, která představuje jejich myšlenkové souznění a propojení. Těla postav jsou prořízlá rýhami tvořícími kříž. Postavy jsou hladké, na zádech mají zvrásněné obdélníkové pláty.
Podobně působí i dřevěná busta Černé myšlenky. Rozdílem je výraznější modelace těla a hrubé vymodelování obličeje, které je pro Sylvu Lacinovou typické (obličej buď nemodeluje vůbec, nebo to dělá jen hrubě). Jedná se o postavu muže na pyramidálním soklu. Muž je zachycen od pasu nahoru, tělo je již propracováno. Svaly a záhyby těla jsou plošně zvětšeny. Postava má ruce zdvižené nad hlavu a zaťaté v pěst, obličej je namířený směrem k divákovi. Postava má ustaraný výraz. Čelo zakrývají dvě plochy s podélnou rýhou, které jdou každá před jednu ze zvednutých rukou. Jedná se o ztvárnění černých myšlenek, které člověka sužují.
Tímto směrem se dílo výrazněji vyvíjelo až po roce 1965, kdy sochařka osobně navštívila Moorův ateliér. Tento vliv se objevil jak v tématech zobrazujících lidské emoce, tak v dosavadních tématech muže a ženy, ženy s dítětem. Výrazně přispěl též k rozvoji abstraktních děl – Sylva Lacinová se od té doby pravidelně věnovala abstraktní tvorbě.
Například dílo Pijáci (1966) zobrazuje dvě sedící postavy. Jedna je menší, druhá větší. Postavy sedí vedle sebe. V jedné ruce drží každá z nich číši vína, druhou má za zády svého protějšku. Hlava je modelována ve střídmých rysech, dvě prohlubně očí, nos, malá ústa. Z modelace větší postavy a rozkročených nohou je jasné, že se jedná o muže; menší postava s nohama u sebe je žena. Povrch je hladký, tělo je tvarováno tak, že jsou křivky těla zvýrazněny hmotou. I přesto, že těla nejsou do detailu modelována realisticky, jednotlivé části těla jsou rozpoznatelné.
Zajímavá je také soška Jaro z roku 1967. Dílo je tvořené cínovou postavou na soklu. Kulatá hlava má pouze naznačená ústa (existuje i jiná varianta, s očima). Je tvořena dvěma horizontálními masami, které se přimykají k vertikální mase, jež v sobě nese dlouhou hlubokou rýhu. Dole jsou vidět nohy, nahoře dlaně. Postava připomíná člověka, který si při prvních jarních paprscích rozhaluje mohutný kabát (horní horizontální blok připomíná ruce, které rozepínají kabát u krku). Podobné dílo Sylva Lacinová zopakovala v roce 1969. Je ze dřeva a je větší. Dlaně chybí, na hlavě jsou dva důlky symbolizující oči a mezi nimi rýha symbolizující nos.
Dalšími díly tohoto druhu jsou Šťastný otec II a Úzkost (obě z roku 1968). V případě otce se jedná o mužskou postavu, jež v rukou drží menší postavu, syna, který je obrácen hlavou dolů. Sousoší je na podstavci, synova hlava dosedá na menší čtvercovou desku, která je na tomto podstavci umístěna. Obličeje jsou naznačeny, postavy jsou robustnější a vyjadřují štěstí a hravost. Plastika Úzkost představuje ženu sedící na židli. Velká sukně kontrastuje s úzkým tělem a nohama, těsně u sebe, podtrhuje podstatu úzkosti. Postava se drží kolem krku, výraz jemně naznačené tváře je výrazem sklíčenosti. Přes tělo a nohy jde výrazná rýha.

#### Cyklus Matka s dítětem

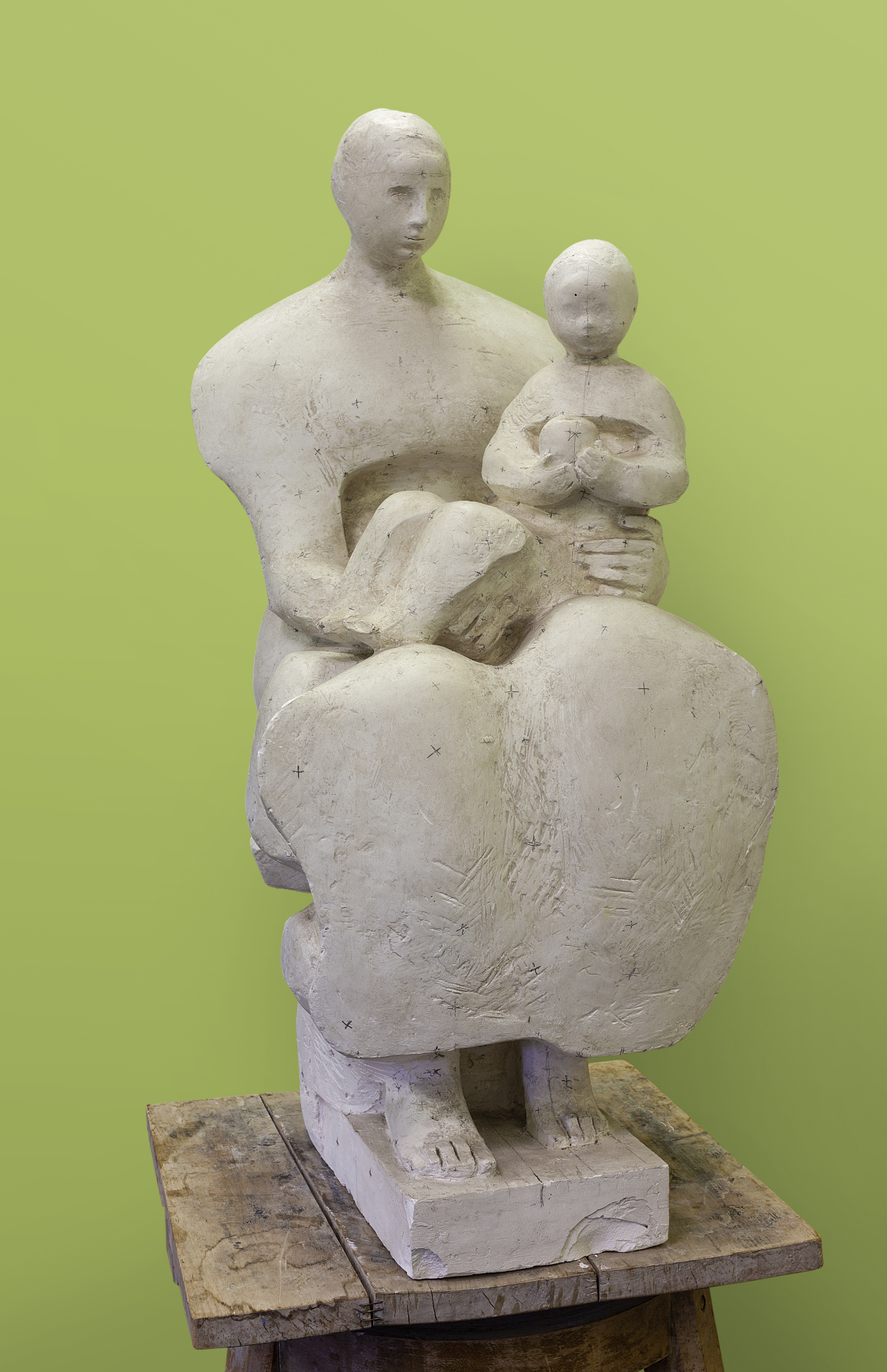
Matka s dítětem. Po roce 1965. Sádra

V šedesátých letech začala Sylva Lacinová i se svým cyklem Matka s dítětem, potažmo rodina s dítětem. Sošky matky s dítětem již modelovala v letech padesátých, ale teprve v letech šedesátých tento motiv dostal jasné obrysy. Toto téma už Sylva Lacinová neopustila a věnovala se mu až do konce své tvorby. Jedním z prvních motivů tohoto typu byla Matka s dítětem z roku 1962. Matka sedí na podstavci, jednu nohu má výš a druhou níž. Dítě jí sedí na noze kolmo a svoje nohy má na níže položené matčině noze. Matka ho pravou rukou podpírá za zády, aby nespadlo, a levou ho drží za pravou ruku. Hmota obou rukou je propojena, prsty jsou pouze naznačeny rýhou. Obličej dítěte je otočen směrem k divákovi, stejně tak obličej matky. V jejím obličeji nalézáme dva důlky, jemný nosík a ústa. Matka má sukni. Zbytek je neznatelný. Lépe je vymodelována horní část matčina těla. Povrch je uhlazený. Zbytek je modelován jen v hrubých rysech.
Podobnou plastikou je i Sedící matka s dítětem z roku 1967. Představuje opět matku s dítětem sedícím kolmo na jejích nohou. Jiné je však celkové pojetí. Jednak celá socha už nese jasný vliv díla Henryho Moora – sukně, ramena jsou plošně rozšířená – za druhé se obě postavy již nedívají před sebe, ale dítě se dívá vlevo dolů a matka na dítě, což působí přirozeněji než u matky s dítětem z roku 1962. Povrch je více uhlazen.

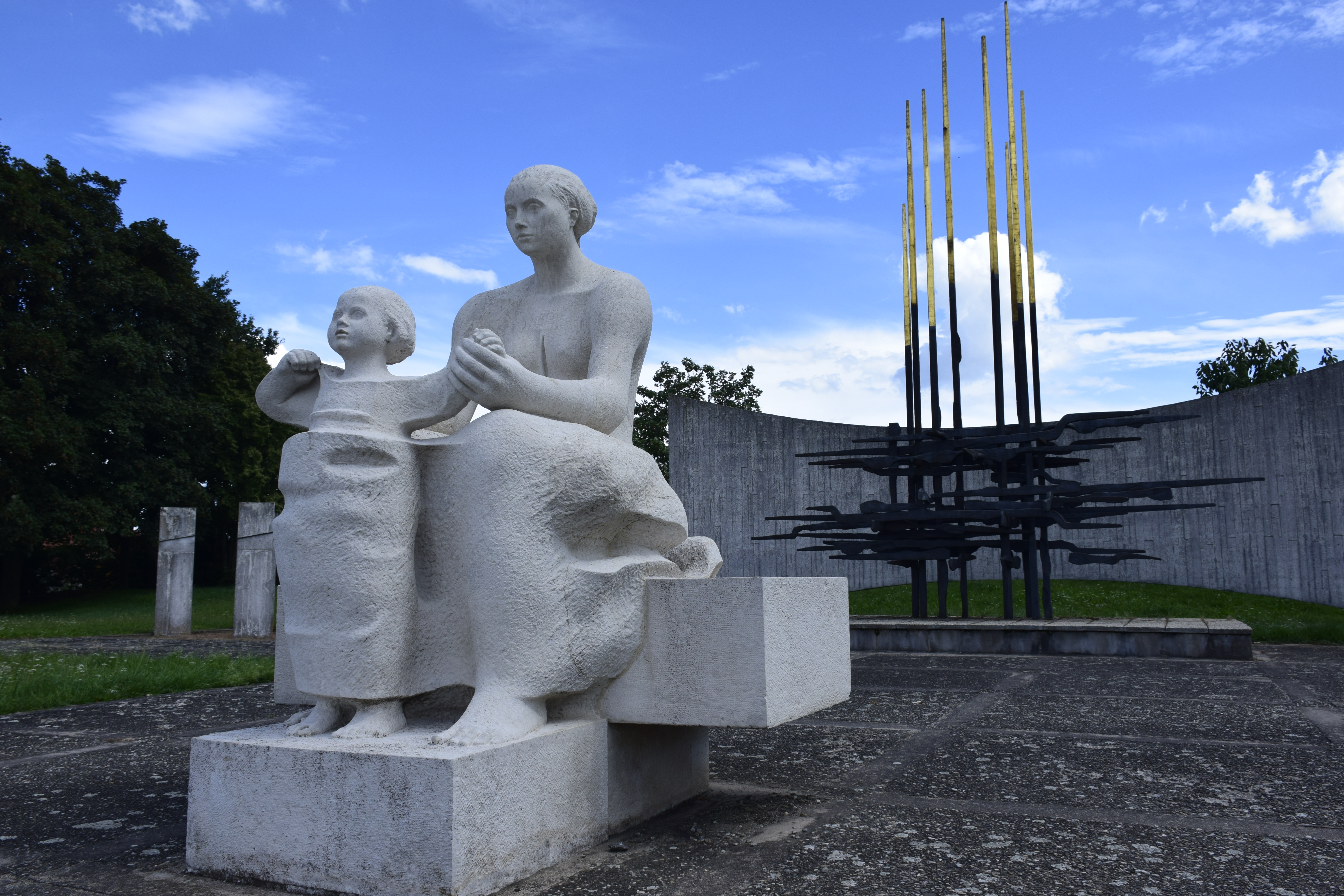
Matka s dítětem. 1977. Památník bitvy u Ořechova

Sedmdesátá léta přinesla do tohoto cyklu nový výrazový prostředek. Na počátku dekády zkoušela Sylva Lacinová dítě přitisknuté k matce a dítě otočené k divákovi či přímo stojící před matkou, která jej jen drží za ruce. Druhá polovina 70. let přinesla příklon k realističtějšímu zobrazení. Byl to jednak model matky s dcerou pro Památník bitvy u Ořechova z roku 1977, jednak sedící rodina s dítětem pro základní školu v Opavě Kateřinkách, později mírně obměněná pro areál nemocnice v Kutné Hoře. V případě Ořechova se jedná o mladou matku sedící na dvou hranolech, které jsou přes sebe přeloženy a mají tvar kříže. Levou rukou drží za ruku dítě – dceru. Ta stojí před matkou, a hledí před sebe mírně vzhůru. Matka hledí na dceru. Pravou rukou si dcera drží na rameni šaty. Matka má velkou sukni spadající až na zem. Vizuálně to vypadá, jako by její dcera byla ve stejné sukni, ale zřejmě má svoji sukýnku. Obličeje jsou zřetelné a dobře vymodelované.
Rodina pro Opavu je tvořena matkou a otcem, kteří sedí proti sobě na lavici uprostřed sedí dítě. Dívá se před sebe. Rodiče mají skloněné hlavy a dívají se na svého potomka. Jejich obličeje jsou jen hrubě vymodelovány. Jednou rukou se rodiče spolu drží za zády dítěte. Druhou rukou matka drží před dítětem kulový objekt (možná jablko), otec má ruku před jednou jeho nožičkou, aby nespadlo. Matka je oblečena celá a objevuje se u ní charakteristická rýha v poprsí. Muž je oblečen pouze dole, má suknici. Plastika není hladká, ale je tvořena drobnými záseky, což zvyšuje její dramatičnost.

#### Abstraktní tvorba
V šedesátých letech začala Sylva Lacinová s abstrakcí. Ta se vyvíjela z děl ovlivněných Henrym Moorem, i když předobrazem mohl být reliéf na hotelu International v Brně z roku 1961 nazvaný Slunce. Ten je však výrazově značně odlišný od pozdější tvorby. Na podlouhlém betonovém reliéfu je uprostřed zobrazeno slunce s paprsky prostupujícími lesem nebo korunami stromů. Stromy i paprsky jsou vyvedeny v ostrých křivkách ve tvaru dlouhého trojúhelníku. Plastičnosti je docíleno obložením některých trojúhelníků světlejšími oblázky.
V roce 1967 modelovala Sylva Lacinová mraky. Dílo nazvané Oblaka vypadá jako ležící lidská postava. Konce rukou a nohou jsou rozšířeny. Hlava nemá vymodelovaný obličej. V oblasti pasu je kolmo na tělo situována plocha vertikální hmoty. Sádrové dílo je ukotveno do podstavce právě v tomto místě. Podobnou zvětšenou plochu v místě pasu najdeme i u díla Jaro (1967). Motiv oblaků se dále rozvíjel. Ve stejném roce vznikla podobná plastika, na které se již lidská postava ztrácí. V 70. letech už postava zcela zmizela a plochy jsou modelovány ostřejšími křivkami.
Jiným abstraktním dílem je závěsná plastika z roku 1969 pro sídlo brněnské Prefy (Kotlářská 53). Kulový bod umístěný uprostřed je předsazen čtyřem obdélným plochám. Mezi každými dvěma plochami je mezera, bod je v jejich vnitřních rozích. Všechny obdélníky jsou podélně odlehčené širokou vlnící se rýhou. V okolí bodu jsou pak v různých tvarech umístěné masy hmoty připomínající okvětní lístky.
V následujícím roce vytvořila Sylva Lacinová monumentální abstraktní dílo Pomník k založení města Opavy (původně Pomník k osvobození Opavy). Na kvádru hmoty je umístěn větší kvádr, který je dutý a kterému chybí spodní a horní stěna. Postranní stěny jsou vytvořeny spojením ploch hmoty, což připomíná plochy hmoty z díla pro Prefu. Volný prostor mezi jednotlivými částmi je značný, takže je vidět dovnitř. Každá strana zobrazuje jinou část přírody. Naproti sobě jsou tak související motivy: Krajina vycházejícího slunce, s centrálním bodem tak typickým pro dílo Sylvy Lacinové – a naproti Krajina mrtvého slunce symbolizující mrtvou krajinu. Dílo bylo v ateliéru vytvořeno v sádře v roce 1968, ale do Opavy se dostalo až v roce 1970. Tam je umístěno na betonovém pylonu, na kterém je zavěšena výše popsaná reliéfní krychle z tepané mědi. Rozměry krychle jsou 5 na 3,6 metru.

Slunce, respektive centrální bod, je jedním z charakteristických prvků abstraktních děl Sylvy Lacinové-Jílkové. Objevil se i v dílech let 70. a 80. jako Slunce, Krychle s reliéfy (oboje 70. léta), Zrod energie (1979), mozaika na telekomunikační budově v Břeclavi (1979), v původním návrhu Dominanta fasády (1982) či Slunce (1986).

Kresba a přípravné sádrové modely díla Zrod energie pro elektrárnu Dalešice

Zrod energie představuje velký dlouhý reliéf umístěný na stěně v jedné z budov elektrárny Dalešice. Uprostřed se nachází kulovitý bod, kolem kterého je v kruzích hnětena hmota. Protože je reliéf podlouhlý, jedná se o menší a menší části kruhu vzdalující se směrem od středového bodu. Sylvě Lacinové je přisuzován i reliéf, který se nachází před elektrárnou. Na stěně u silnice je reliéf kombinující prostý beton a beton obložený malými destičkami kamene. Celé toto dílo vytváří dojem prýštící vody, nad kterou září žluté slunce.
Mozaika umístěná u vchodu do telekomunikační budovy v Břeclavi má tvar obdélníku. Uprostřed je žlutý kruh obklopený bílým pozadím. Kolem kruhu se horizontálně proplétají černé svazky. Kruh je tvořen skleněnou mozaikou, bílé pozadí a černé svazky kamennou mozaikou. Dílo působí hřejivým dojmem.
Abstrakce sochařky Lacinové jsou vždy reliéfní povahy, někdy se jedná o mozaiky. Vedle centrálního bodu a motivu slunce je charakterizují kusy hmoty dotvářející celkový význam díla, který je někdy lehce a jindy hůře čitelný. Tak jako na reliéfu Slunce (hotel International) zvýrazňují čitelnost díla plochy osazené říčními oblázky, tak v pozdějším období zvýrazňují strukturu díla otvory, kterými divák vidí to, co je za dílem. Většina těchto děl byla totiž určena pro zavěšení na stěnu nebo pro umístění do volného prostoru. Mezi čitelnější abstraktní díla patří například dílo Spoje (1970) umístěné na telekomunikační budově v Brně. Články zde připomínají obratle a díry kanálek pro míchu, centrální řídicí systém organismu. Méně čitelná je moorovsky laděná Dekorativní zeď (1970) ze sídliště Brno–Lesná nebo Reliéf (1977) z Valašského Meziříčí.
V případě zdi z Lesné se jedná o dílo, které je tvořené ležícími betonovými bloky. Místy bloky chybí, a vytvářejí tak ve stěně obdélníkové otvory. Na stěně jsou krychlové výstupky, na kterých jsou zploštělé betonové kapky. Tyto výstupky se nacházejí na obou stranách zdi.

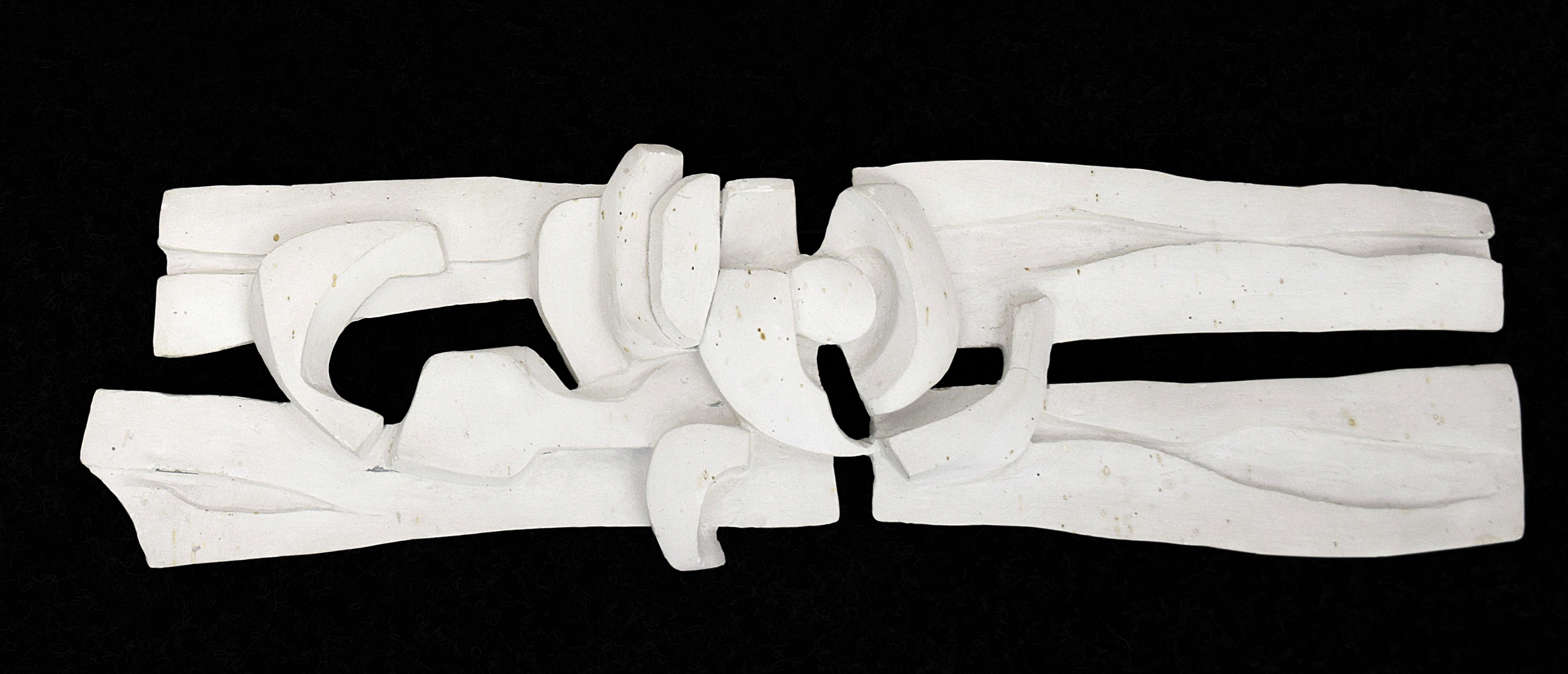
Model závěsné plastiky pro sídlo brněnské Prefy. 1969
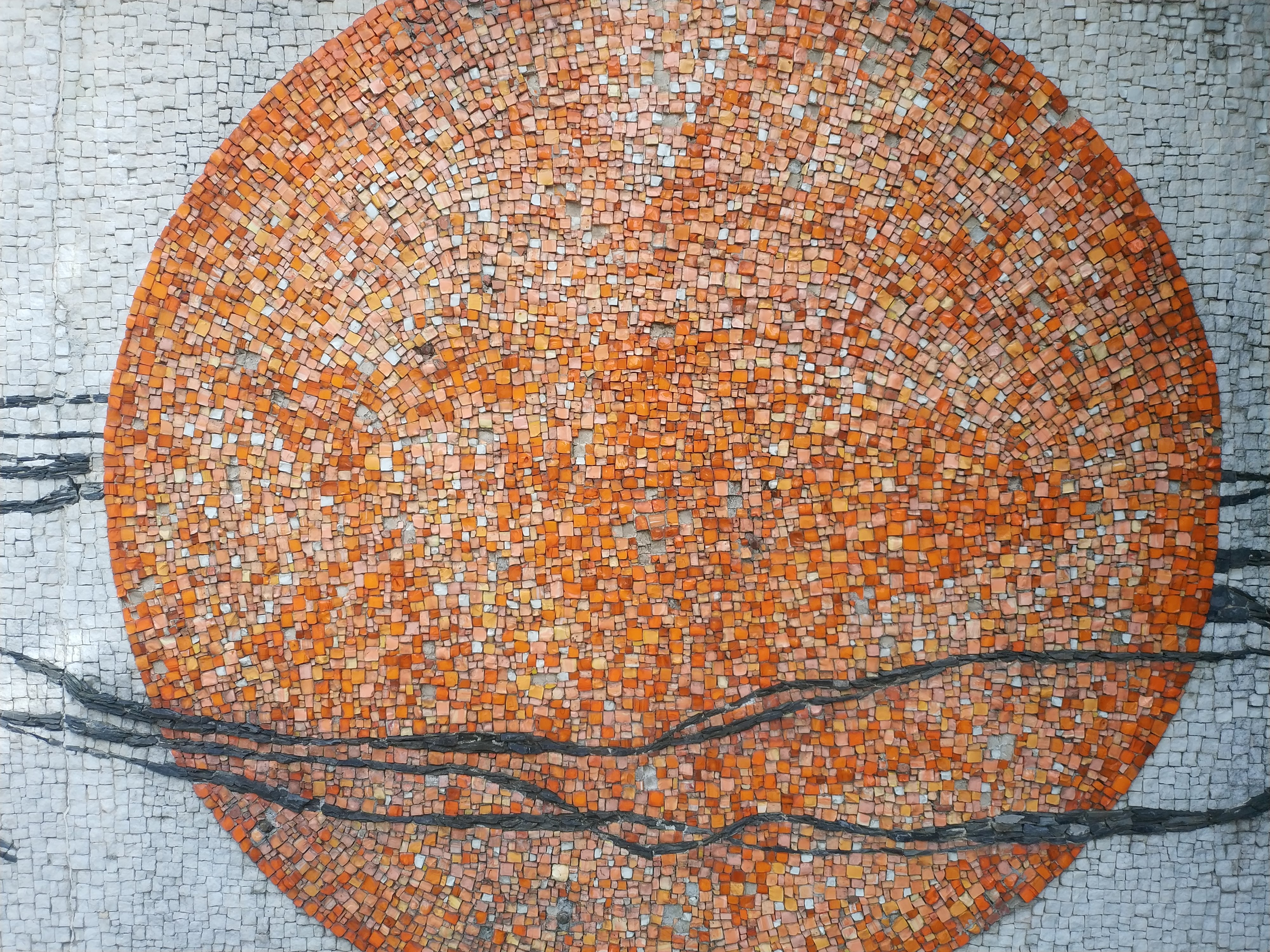
Detail mozaiky na bývalé telekomunikační budově v Břeclavi. 1979
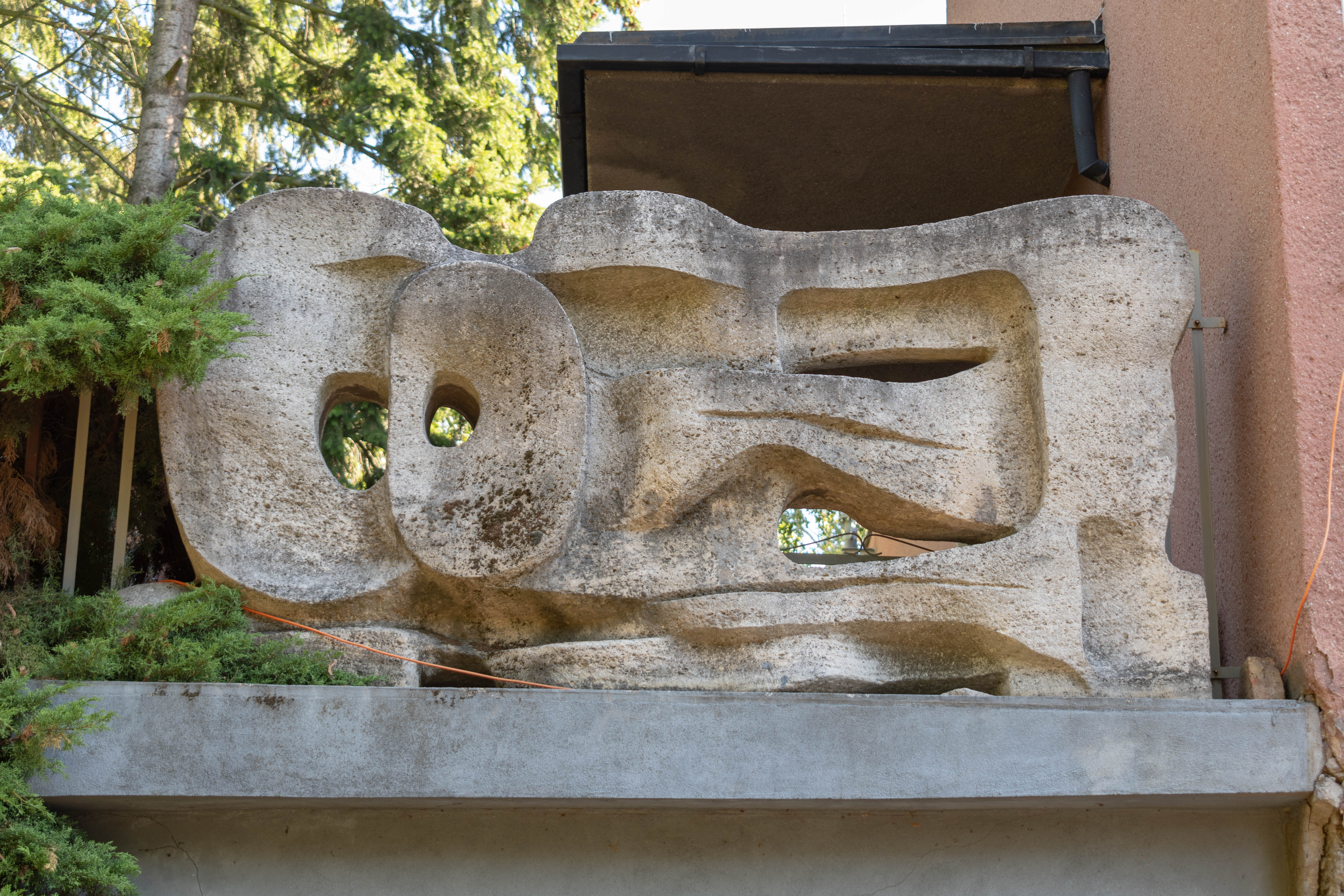
Spoje. 1970
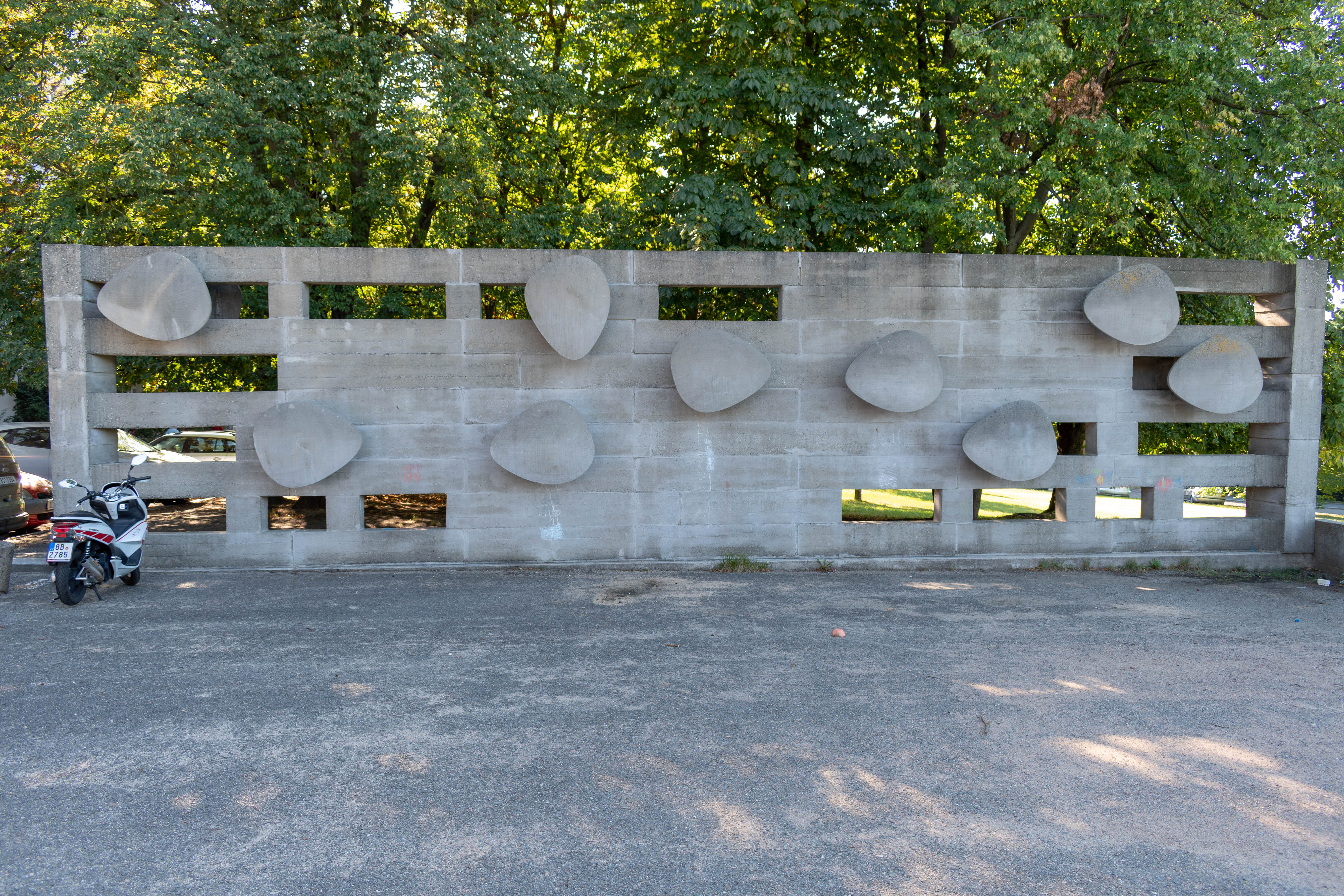
Dekorativní zeď. 1970

### Sedmdesátá léta

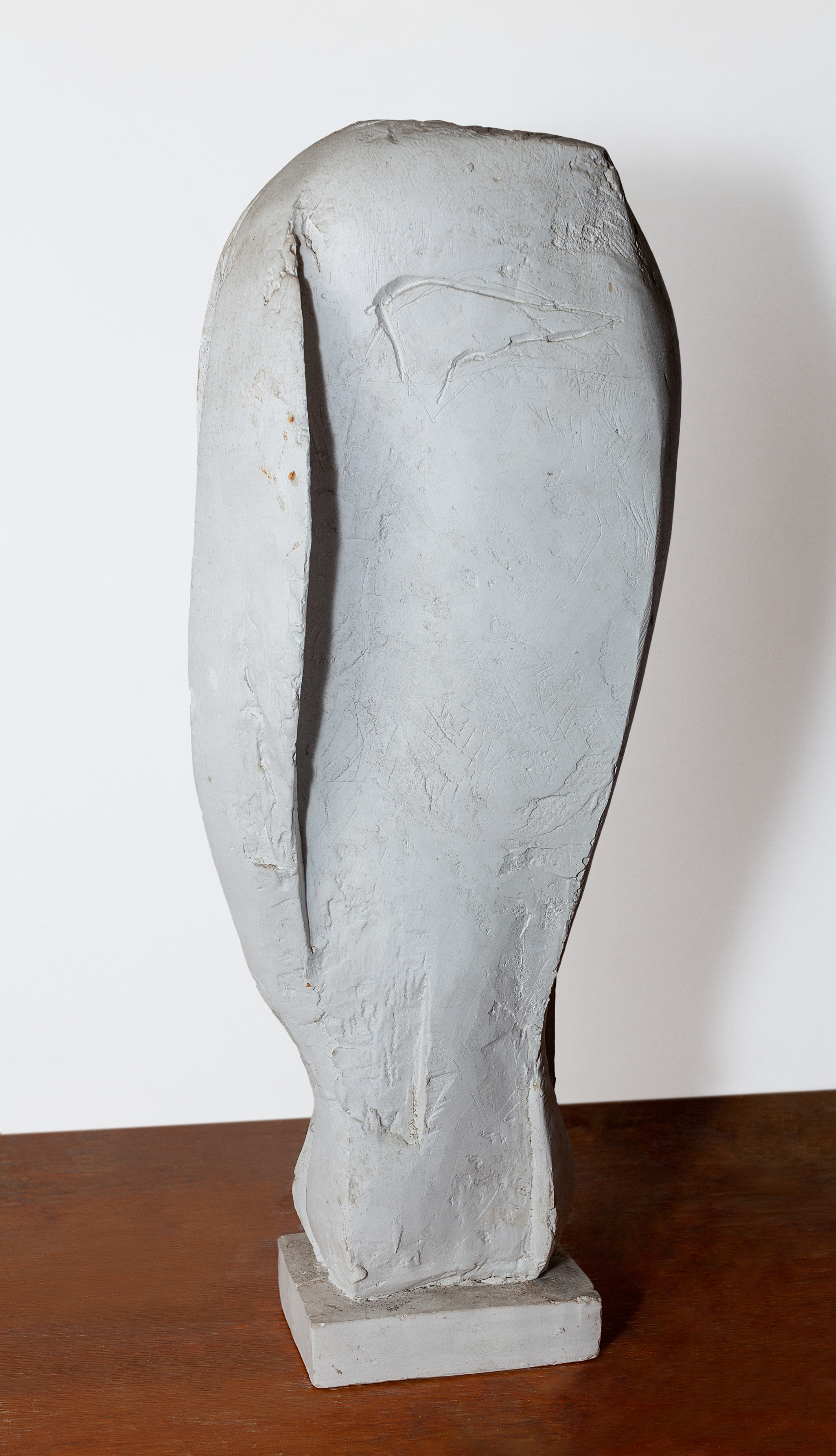
Sádrová plastika připomínající dílo Hlava Merkura

Po roce 1969 nebyla Sylva Lacinová přijata do Svazu českých výtvarných umělců. Přicházely jí četné zakázky pro realizace v architektuře a veřejném prostoru. Patří k nim plastika Květ (1973), tepaná z měděného plechu jako centrální motiv nyní odstraněné kašny v Ostravě-Přívoze, druhotně usazená na betonový sokl. Umělkyně pokračovala v tvorbě motivů rodiny, abstraktních děl a plastických soch pod vlivem Henryho Moora (Dívka s holubicí, 1974, reliéfy Čas míru, 1976). Vracela se ke starým tématům, z nichž některá byla modelována s určitou formou strohosti a rázovitosti (Milenci, 1979; Slunce; Oblaka).
Dívka s holubicí představuje práci z roku 1974, která byla součástí Vodní stěny (také vytvořené Sylvou Lacinovou). Obě díla se původně nacházela na Brněnském výstavišti. Socha dívky je jen hrubě modelována. V oblasti nohou je pouze hranol, který je přeťat několika rýhami. Směrem vzhůru následují úzké nohy a potom bok, který tvoří další hranol. Nad bokem je úzký pás a dále hruď, která je široká. Uprostřed hrudi je oválný otvor. Postava má zvednuté ruce, které končí ve výšce hlavy. Hlava má tvar pecky s velkými důlky znázorňujícími oči. Modelace obličeje je nevýrazná. Na hlavě má dívka holubici. Od hlavy k pasu jde z obou stran podélná rýha.
Hlava Merkura (1974) tvoří v díle Sylvy Lacinové-Jílkové vybočení z její tehdejší tvorby. Jedná se o hmotu ve tvaru protáhlého pupenu na soklu. Tento pupen je hladký, s drobnými promáčklinami. Z jedné strany je po celé délce vertikálně rozřízlý. Z míst dole po stranách vychází úzký plech, který je ohnutý dozadu za sochu a je mírně zvlněný. Podobně vypadá i plastika, která nemá kovový prvek ani prohlubně. Na druhé straně má po obou stranách nahoře vyrytá křidélka.
Jiná netradiční plastika, která je součástí díla této autorky, pochází z roku 1977. Jedná se o dílo Válka umístěné v památníku bitvy u Ořechova. Dílo na kamenném podstavci tvoří šest kovových prutů, které stoupají vzhůru k nebi. Jsou natřeny na černo, jejich špice zlatou barvou. V dolní části jsou na ně v pravém úhlu přichyceny jiné pruty. Tyto jsou taktéž kovové a jsou natřeny tmavou barvou. Připomínají pušky s bajonety.

### Osmdesátá léta, cyklusPoutníci

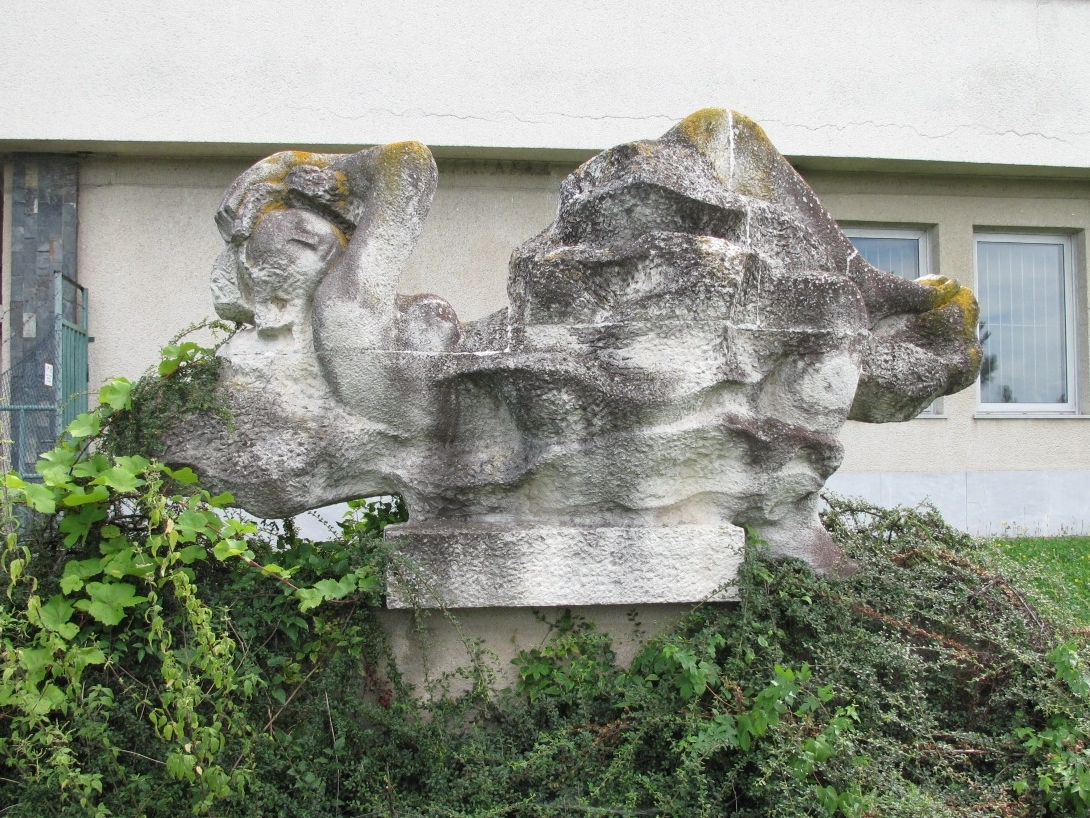
Dyje. 1984. Vápenec. U Povodí 142, Dolní Věstonice

V osmdesátých letech pokračoval trend mnohotvarosti sochařčina díla. Vedle již klasických soch jako Svatební motiv, Křídla (oboje 1981), Hudba, Dyje, Matka s dítětem (vše 1982), Kytice (1983) či Hrající si děti, Žena s psíkem (oboje 1989), se objevila i díla s další významovou hloubkou, inspirovaná románovými postavami či vlastním životem.
Plastiky Hudba a Dyje jsou velmi podobné. Hudba je umístěna v Brně–Kohoutovicích, Dyje v Dolních Věstonicích. V případě plastiky Dyje se jedná o ležící ženu, která má ruce za hlavou a bosé nohy, leží ve vlající drapérii představující proudění vody. V případě Hudby je rozdíl v pozici těla, postava drží v rukou housle, nohy jsou u sebe.
Kytice je prací pro základní školu v Brně–Starém Lískovci. Jde o keramický reliéf umístěný u vstupu do školy. Kytici tvoří okvětní lístky, kulovité prašníky na tyčinkách a stuha (nebo olistění) vlající do stran. Reliéf je podtržen oválem na pozadí.
Žena s psíkem je pak klasickým příkladem vlivu Henryho Moora. Jedná se o dívku sedící na židli. Tělo je překryto drapérií, jednotlivé plochy jsou modelovány spíše bloky hmoty. Dívka má lokty opřeny o nohy, ruce spočívají na hlavě psíka.
Vkládání vlastních pocitů či využívání literatury jako inspirace nebylo u Sylvy Lacinové doménou jen v tvorbě osmdesátých let. Vyskytovalo se v průběhu celého autorčina života, v 80. letech však dozrálo a vykrystalizovalo. Závěsný reliéf Svatební motiv zobrazuje dva vznášející se anděly. Jeden představuje muže: ten má skleslý, strnulý výraz, ruku při těle. Druhý anděl, který prvního objímá, může představovat ženu. Na počátku dekády byl autorce inspirací román francouzského spisovatele Charlese Perraulta Modrovous. Stejnojmenné dílo z roku 1983 zobrazuje horní partie muže a ženy. Muž má plnovous a je natočen směrem k dívce, která si jednou rukou zakrývá ústa, protože se muž dotýká jejího prsu.
Daleko výraznější je v tomto smyslu cyklus Poutníci: Návrat ztraceného syna (1986), Pokorný hledač (1987), Poutník (1988), Josef a Putifarka (1989), Na konci cesty (1990) a Spáč (1990). V tomto díle se zrcadlila jak vnitropolitická situace, tak vnitřní autorčina cesta. Osmdesátá léta přinesla do života Sylvy Lacinové možnost vrátit se mezi umělce. V roce 1983 mohla uspořádat první samostatnou výstavu, v roce 1986 byla znovu přijata do Svazu českých výtvarných umělců. Osmdesátá léta však byla pro umělkyni také obdobím osobních tragédií. V roce 1982 jí zemřela matka a o dva roky později i manžel. I když se režim postupně rozvolňoval, pachuť normalizace, svírající a nikam nevedoucí, tu byla stále. Vše se náhle rozuzlilo na přelomu let 1989/1990. Dílo Na konci cesty tak symbolicky uzavřelo jednu etapu dějin Československa a zároveň i tvůrčí činnost sochařky. Její odchod do tvůrčího důchodu byl ještě podtržen plastikou Spáč z roku 1990. I když v roce 1993 ještě vytvořila sousoší Setkání ve žluté krajině, jež se neslo ve stejném duchu jako Poutníci, byl to ojedinělý počin, a její tvůrčí duch se již neprobudil.

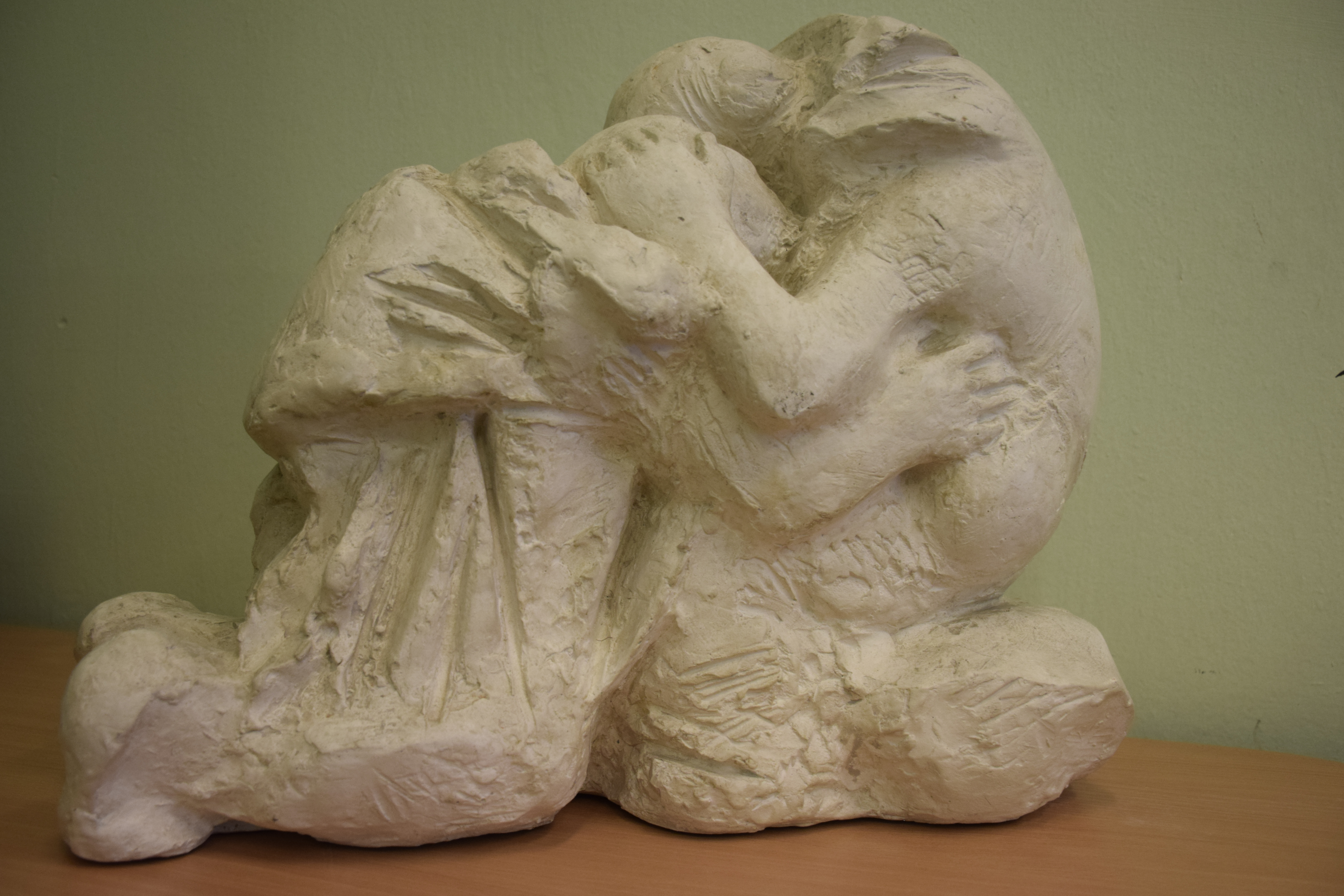
Návrat ztraceného syna. 1986. Sádrový model
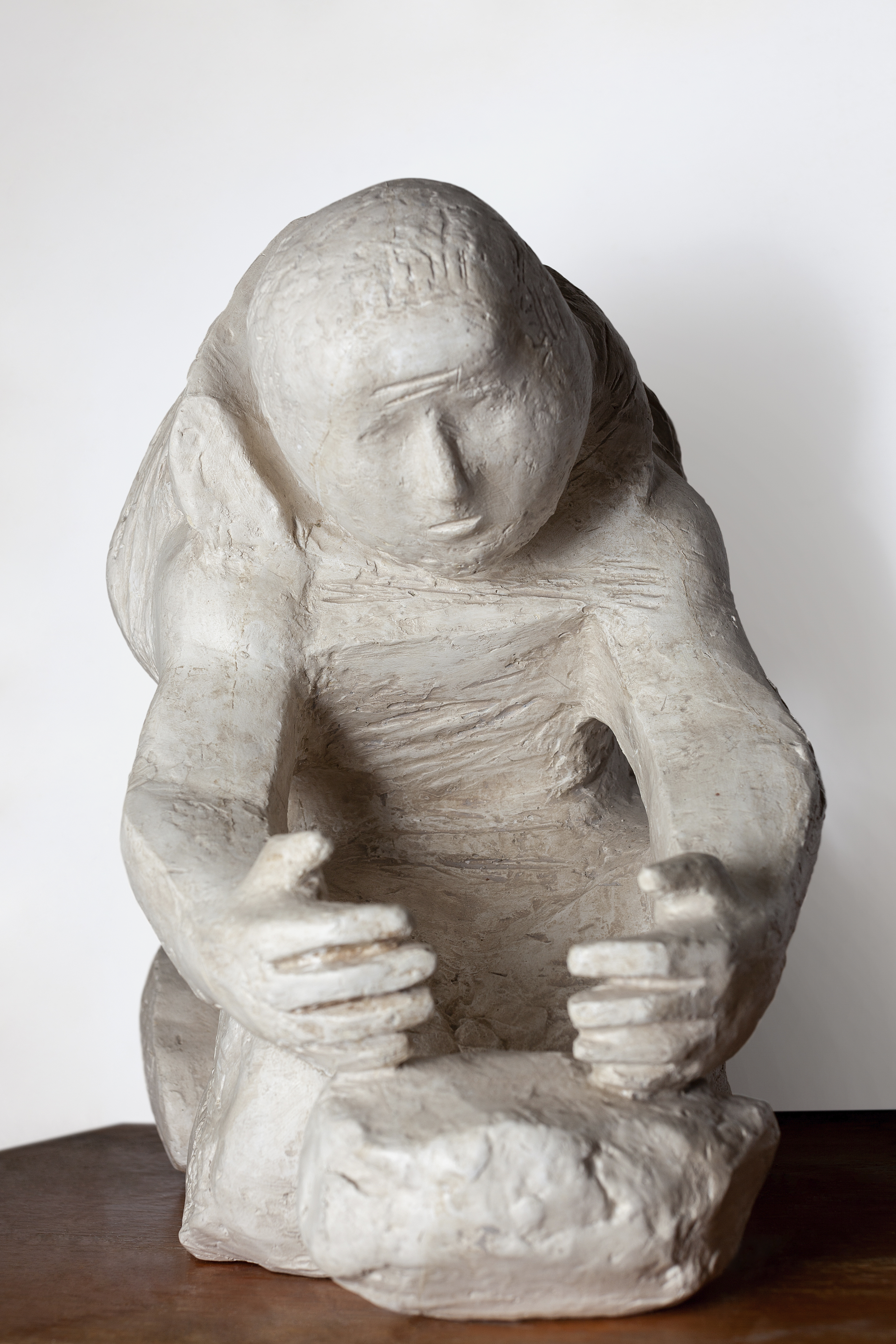
Pokorný hledač. 1987. Sádrový model
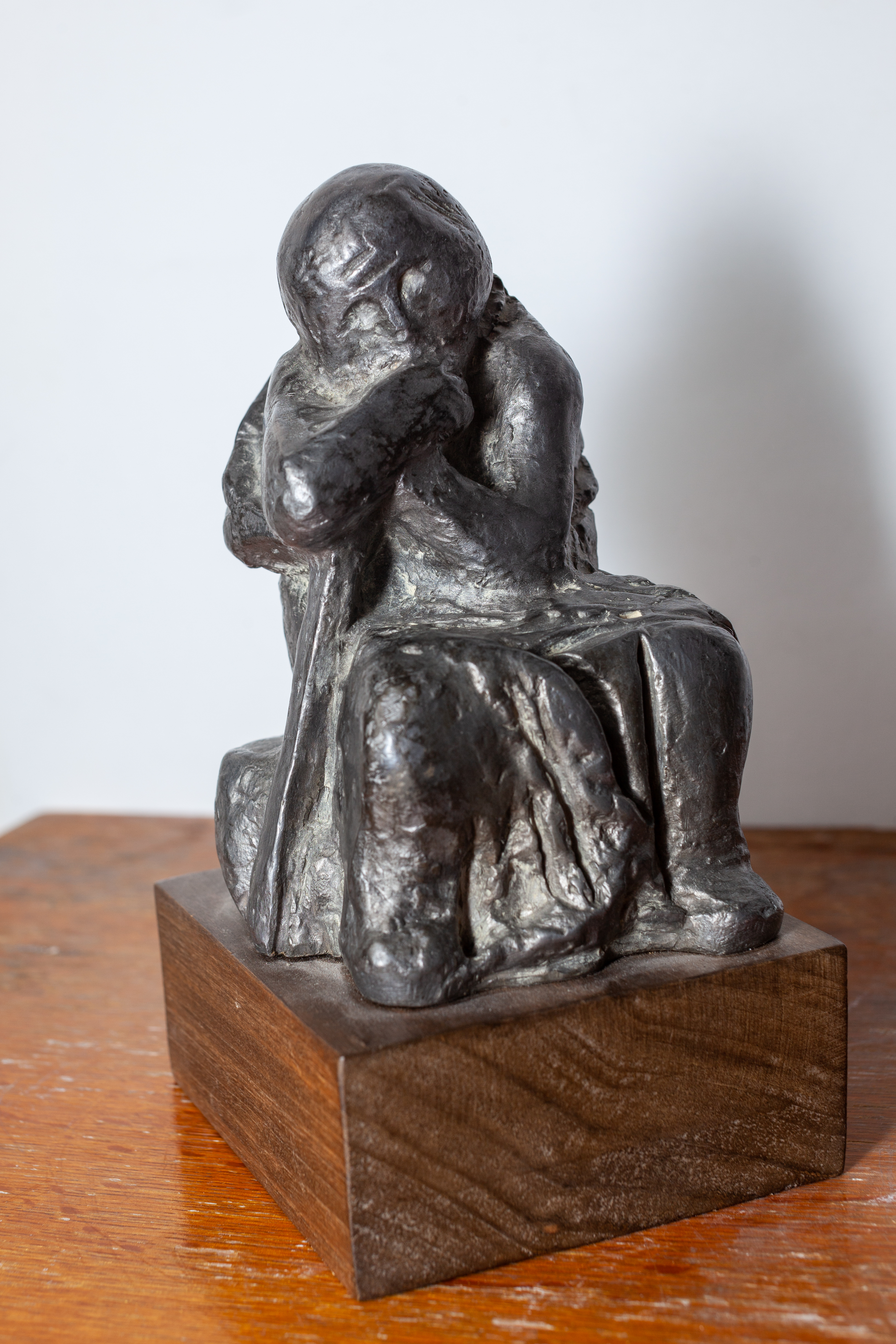
Poutník. 1988. Bronz na dřevěném soklu
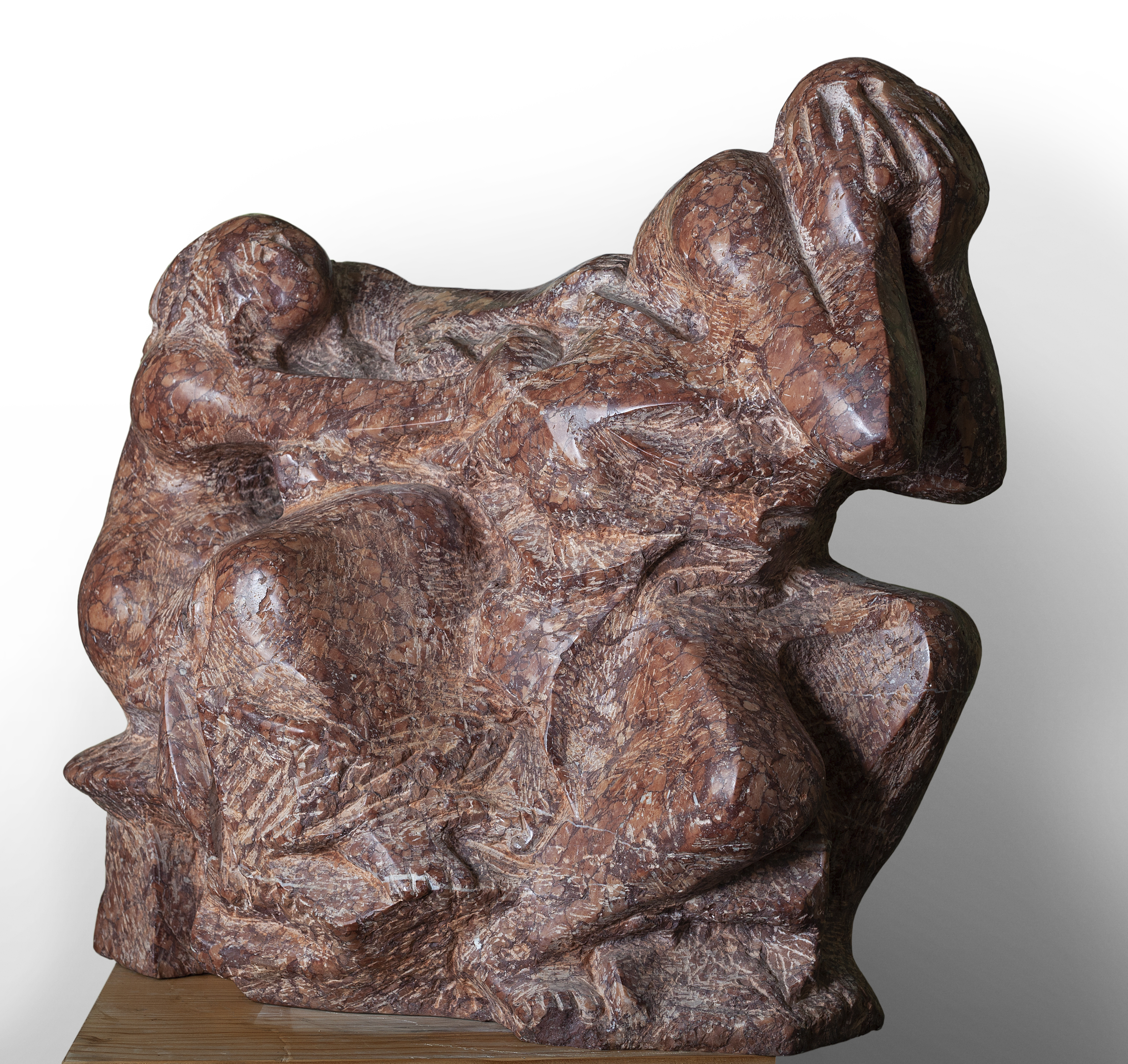
Josef a Putifarka. 1989